# New York Moments
New York Moments ist ein Jazzalbum von Blaise Siwula, Dom Minasi, Nobu Stowe und Ray Sage. Die am 18. Februar 2006 in Newe York City entstandenen Aufnahmen erschienen 2007 auf Konnex Records.

## Hintergrund
Mit dem Saxophonisten Blaise Siwula hatte der Gitarrist Dom Minasi bei seinem Comeback bereits 1999 das Trioalbum Dialing Privileges eingespielt. Außer der Trio/Quartettsession im Jahr 2006 mit dem Pianisten Nobu Stowe und dem Schlagzeuger Ray Sage entstand zeitgleich – jedoch ohne Minasi – das Album Brooklyn Moments, ebenfalls bei Konnex Records erschienen. 2014 folgte eine weitere Studiobegegnung von Siwula mit Minasi, als die beiden das Duoalbum The Sunshine Don’t Mind My Singing einspielten.

## Titelliste
- Blaise Siwula, Dom Minasi, Nobu Stowe & Ray Sage: New York Moments (Konnex Records KCD 5179)[1]

1. Quartet IIa 12:24
2. Quartet IIb 5:50
3. Trio I 9:19
4. Quartet IIIb 10:10
5. Trio II 5:07
6. Quartet IIIb 6:28
7. Quartet I 11:54

## Rezeption
Jeder, der mit der New Yorker Improvisationsszene vertraut sei, würde wissen, dass es sich bei den Beteiligten um Musiker mit prägenden Big-Apple-Profilen handle, obwohl der Pianist Nobu Stowe in letzter Zeit mehr Zeit an der Westküste der USA verbringe, schrieb Grego Applegate Edwards. Auf jeden Fall biete dieses Album abwechselnd flammende und dann eher introspektive, vollständig improvisierte Momente, ein Stück ungetrübte Kreativität, wenn man so wolle. Blaise Siwula würde die Sache mit einigen seiner besten aufgenommenen Werke für Sopran, Alt und Tenor auf den Punkt bringen, Gitarrist Dom Minasi lege einige sehr wirkungsvolle, voll aktivierte E-Gitarren-Ausarbeitungen vor und zeige uns seine besondere Herangehensweise an die Harmoniemelodie der Gitarre. Ray Sage wiederum würde seinen frei fließenden Trommeln alles noch einmal in die Höhe treiben, und Nobu Stowe mache darauf aufmerksam, dass er für totale Turbulenzen sorgen könne (und dies auch tut).